# Energy Awards
Die Energy Awards sind eine Initiative des Handelsblatts, um die Fortschritte und Veränderungen in der Energiebranche aufzuzeigen. Die Energy Awards wollen die Energiewende begleiten und besondere Leistungen in das Licht der Öffentlichkeit rücken.

## Entstehung
Durch die Energiewende in Deutschland gewinnt die Stromgewinnung aus erneuerbaren Energien, Energiespeicherung, -verteilung und ihre effiziente Nutzung zentrale Bedeutung für die Gesellschaft. Die klassische Energiebranche wird zunehmend heterogen. Neue und innovative Energiekonzepte sollen durch die Awards eine öffentliche Bühne bekommen. Die Awards wurden vom Handelsblatt, u. a. in Zusammenarbeit mit Thomas Clark, initiiert.

## Energy Academy
Die Energy Academy organisiert Treffen mit Experten aus den unterschiedlichen Bereichen und Branchen. Ziel dieses Think-Tanks ist es, sich über die zentralen Fragen und Herausforderungen der Energiewende auszutauschen. Dabei werden Architekten, Bauingenieure, Journalisten, Professoren, Energie-Einkäufer, Energie-Händler, Projektentwickler, Gebäudetechnik-Experten, Kraftwerks- und Heizkesselspezialisten, Umweltforscher, Manager und Politiker mit eingebunden. Die Mitgliedschaft in der Academy ist ehrenamtlich und erfolgt auf Einladung.

## Jury
Die Jury wird durch die Mitglieder dieses Think-Tanks gebildet.

## Kategorien
Die Jury kürt Sieger in fünf Kategorien:
- Kategorie 1: Start-up
- Kategorie 2: Industrie
- Kategorie 3: Mobilität
- Kategorie 4: Smart Home
- Kategorie 5: Utilities & Stadtwerke

## Preisträger

### 2013
- Start-up: Etogas. Weitere Nominierte: fos4X, Timbertower
- Industrie: Stadtruhe Karlsruhe. Weitere Nominierte: Rewe Green Building, CBV Blechmanufaktur
- Mobilität: Flinc. Weitere Nominierte: Ziehl-Abegg ZAwheel, Micromax
- Smart Home: M1 Haus. Weitere Nominierte: IBA Smart Material Haus, Klienbau
- Utilities & Stadtwerke (Kategorie wurde 2013 noch nicht vergeben)[2]

### 2014
- Start-up: Next Kraftwerke. Weitere Nominierte: Sonnenbatterie, Cloud & Heat
- Industrie: Aluminiumwerk Alunorf. Weitere Nominierte: Pyreg und MS Betonwerk, Caféhaus Lange
- Mobilität: Ubitricity. Weitere Nominierte: kickTrike, The mobility house
- Smart Home: Plusenergiehaus (Darmstadt). Weitere Nominierte: Passivhaus (Mannheim), Sunlight-House (Pressbaum bei Wien)
- Utilities & Stadtwerke: Allgäuer Überlandwerk. Weitere Nominierte: HSE, Stadtwerke Rodental[3]

### 2015

#### Start-up: Blue Freedom
Blue Freedom bietet innovative Kleinwasserkraftwerke zur dezentralen Energieversorgung mit bis zu 20 Kilowatt Leistung an. Mit dem leichtesten und kleinsten Wasserkraftwerk der Welt hat Blue Freedom mit sensationellem Erfolg ihr erstes Produkt in den Markt eingeführt und beeinflusst damit weltweit den Umdenkungsprozess für die Nutzung regenerativer Energien. Die Firma wurde 2015 von Benedict Padberg in den USA gegründet.

#### Industrie: Sunfire
Die reversible Elektrolyse vereint zwei Modi in einer Anlage: Elektrolyse und Brennstoffzelle. Als Elektrolyse produziert sie erneuerbaren Wasserstoff für verschiedene Industriebereiche oder zur Umwandlung in erneuerbaren Kraftstoff. Das System ist jederzeit in den Brennstoffzellen-Modus umkehrbar und wandelt Wasserstoff oder andere Energieträger wieder in Strom um. Sie kann an jeder Stelle im Stromversorgungsnetz installiert werden, zentral oder dezentral, und ist damit flexibel einsetzbar. Die Firma Sunfire wurde 2010 von Carl Berninghausen, Christian von Olshausen und Nils Aldag in Dresden gegründet.

#### Mobilität: Kreisel Electric
Von Kreisel Electric wurde eine Lithium-Ionen Batterie für Elektrofahrzeuge auf Basis von Rundzellen entwickelt. Im Vergleich zu anderen Herstellern liegen Gewicht und Bauvolumen nur bei circa der Hälfte. Durch spezielle Laserschweißtechnologie werden die einzelnen Zellen optimal miteinander verbunden und erfüllen somit höchste Sicherheitsansprüche inklusive mechanischer und elektrischer Einzelzellenabsicherung. Die Firma wurde 2014 von Philipp, Johann und Markus Kreisel in Freistadt, Österreich gegründet. Im Mai 2016 gaben die Österreicher den Bau einer ersten Fabrik für die eigene Batteriefertigung mit einer Kapazität von 800.000 Kilowattstunden bekannt.

#### Smart Home: Tado
Die Entwickler von tado glauben an die moderne, intelligente Technologie, die dafür sorgt, dass keine Energie unnötig verschwendet wird und haben daher das smarte tado Thermostat entwickelt. Mithilfe einer App erkennt tado, wenn der Letzte das Haus verlässt und regelt die Heizung automatisch herunter. Durch die völlig automatische Regelung erleichtert tado nicht nur den Alltag, sondern sorgt für mehr Wohnkomfort und spart bis zu 31 Prozent Energie.  Die Firma wurde 2011 von Christian Deilmann in München gegründet.

#### Utilities & Stadtwerke: Stadtwerke Wolfhagen
Wolfhagens konsequenter Weg zur dezentralen und erneuerbaren Energieversorgung: 2015 erzeugt Wolfhagen so viel Strom, wie die Stadt im Jahr verbraucht. Meilensteine des Energiewegs sind ein Solar- und ein Windpark, die zusammen fast drei Viertel des jährlichen Strombedarfs erzeugen, sowie die Harmonisierung der Stromnachfrage mit der fluktuierenden Einspeisung der Wind- und Solaranlagen. Die BürgerEnergieGenossenschaft Wolfhagen macht durch Bürgerbeteiligung aus Stromkunden Miteigentümer der Stadtwerke. Die Firma wurde 2008 von den Wolfhager Stadtverordneten in Wolfhagen gegründet.

### 2016

#### Start-up: Africa GreenTec
In Mourdiah, Mali versorgt der standardisierte 20ft Pilotsolarcontainer (30 kWp) von Africa GreenTec insg. 1000 Menschen mit nachhaltiger Elektrizität. Das Unternehmen schafft somit soziales und ökonomisches Wachstum mit seinen Partnern vor Ort. Aktuell befinden sich weitere Solarcontainer der 40ft-Version in Produktion – ein Anstoß für Afrikas ländliche Elektrifizierung.

#### Industrie: Green IT Cube
Das Kühlprinzip des Green IT Cube mit passiven Rack-Rücktür-Wärmetauschern und ausschließlicher Kühlenergieerzeugung durch Verdunstungskühltürme und vollständigem Verzicht auf mechanische Kältemaschinen ist ein hocheffizientes Kühlverfahren für Rechenzentren. Das Kühlprinzip erlaubt den Aufbau eines sehr kompakten, hochregallagerartigen Rechenzentrums-Gebäudes. Auf diese Weise können bis zu 30 % der Grundfläche und bis zu 50 % des Bauvolumens eingespart werden.

#### Mobilität: DriveNow
Seit dem Start 2011 ist es DriveNow mit stationslosem Carsharing gelungen, über 600.000 Menschen in neun europäischen Städten für nachhaltige Mobilität zu begeistern und einen wertvollen Beitrag zur urbanen Verkehrs- und Emissionsentlastung zu leisten. Schon heute besteht die Flotte von DriveNow zu 20 Prozent aus Elektrofahrzeugen. Damit zählt DriveNow zu den wesentlichen Treibern von Elektromobilität und hat seit 2013 mehr als 100.000 Menschen erstmals damit in Berührung gebracht.

#### Smart Home: Fenecon
Dezentrale Energiespeicher stellen eine Herausforderung für die Energiewende dar – wenn sie lediglich dazu dienen, PV-Eigenverbrauch zu erhöhen, jedoch Einspeisung und Bezug unkontrolliert und unplanbar laufen. Im Fenecon-Energiepartnermodell werden die Speicher netzdienlich betrieben und die daraus generierten Einnahmen auf der Stromrechnung gutgeschrieben. Im virtuellen Kraftwerk vernetzt übernehmen dezentrale Anlagen so Verantwortung für die Netzstabilität.

#### Utilities & Stadtwerke: Stadtwerke München
Bis 2025 wollen die Stadtwerke München so viel Ökostrom in eigenen Anlagen erzeugen, wie die Einwohner Münchens benötigen. Seit 2008 investieren die SWM daher mit ihrer Ausbauoffensive Erneuerbare Energien und einem Budget von 9 Milliarden Euro vorrangig in Windenergie in Deutschland und Europa.